# Starksia culebrae
Starksia culebrae är en fiskart som först beskrevs av Barton Warren Evermann och Marsh, 1899.  Starksia culebrae ingår i släktet Starksia och familjen Labrisomidae. Inga underarter finns listade i Catalogue of Life.